# Фишер, Брайан
Брайан Фишер (англ. Brian L. Fisher) (родился в 1964 или 1965) — американский энтомолог, работает над систематикой членистоногих, и фокусируется на муравьях. Он обнаружил более 1000 видов, включая 900 видов муравьёв на Мадагаскаре. Проводит полевые работы на Мадагаскаре и в Африке.

## Карьера
Работал с смитсоновским институтом в Панаме, а затем получил докторскую степень по систематике муравьёв в UC Davis. Он является куратором и председателем отдела энтомологии в Калифорнийской академии наук. Также, Фишер является исполнительным директором Bibikely Biodiversity Institute и Madagascar Biodiversity Center.
В 2002 году Фишер создал базу данных муравьёв AntWeb. Её создание стоило 30 000 $.
Известен тем, что назвал вид Proceratium google именем компании Google Inc.
В его честь назван род муравьёв Fisheropone ambigua.
В 2016 году Фишер основал организацию IPSIO (Insects and People of the Southwest Indian Ocean). IPSIO была основана для решения проблем сохранения видов.

## Личная жизнь
Фишер вырос в Нормал (Иллинойс), и попал в «Зал славы пионеров в Школе-лаборатории Иллинойсского государственного университета» (англ. Pioneer Hall of Fame at Illinois State University Laboratory School).